# Drużbice
Drużbice è un comune rurale polacco del distretto di Bełchatów, nel (ed. di Lave) voivodato di Łódź. Ricopre una superficie di 114,52 km² e nel 2004 contava 4 868 abitanti.